# Antígon de Carist
Antígon de Carist (grec antic: Ἀντίγονος ὁ Καρύστιος, llatí: Antigonus Carystius) va ser un escriptor de l'antiga Grècia natural de Carist d'Eubea que va viure cap al segle iii aC. En general és considerat un autor de poca qualitat, però part dels seus escrits conservats són útils per reconstruir les obres en què es basà, actualment perdudes. És possible que, a més d'escriptor, també fos escultor.
Molt influït per Menedem d'Erètria pel que es dedueix dels seus escrits, va viure durant un temps a Atenes, i durant aquest període viatjà arreu de Grècia. Més tard visqué a Pèrgam, a la cort d'Èumenes I o del seu successor Àtal I (241-197 aC), juntament amb altres personatges com Isígon, Piròmac i Estratonic, amb els quals participà (si és que l'escriptor i l'escultor són el mateix personatge) per la creació dels grups escultòrics per glorificar les victòries dels reis de Pèrgam sobre els gals.
De la seva obra escrita se'n conserva una de sencera, un Recull d'Històries Increïbles (grec antic: ἱστοριῶν παραδόξων συναγωγὴ, llatí: Historiae Mirabiles) que conté un recopilatori d'anècdotes fet amb poc criteri però molt interessant perquè conté extractes sencers d'Aristòtil, Cal·límac, Timeu i altres. A més, escrigué biografies sobre filòsofs antics, de les quals Ateneu i Diògenes Laerci n'han conservat fragments importants. En fi, Plini el Vell també li atribueix l'autoria d'uns escrits sobre pintura i escultura, i Ateneu assigna a un Antígon un poema intitulat Antípatre que podria ser obra d'Antígon de Carist.
És el primer del qual hom té proves del coneixement de la relació entre la Lluna i les marees.